# 克里斯蒂安·贝尼特斯
克里斯蒂安·罗杰里奥·贝尼特斯·贝坦柯特（Christian Rogelio Benítez Betancourt，1986年5月1日—2013年7月29日），绰号Chucho，是一名已逝世的厄瓜多尔足球运动员，逝世时效力于卡塔尔星级足球联赛球队阿尔贾什。他为厄瓜多尔国家足球队一共出场A级比赛58场，射进24球。

## 个人生活
贝尼特斯出生于厄瓜多尔首都基多，是足球运动员厄尔曼·贝尼特斯的儿子。2007年，他和前厄瓜多尔国家足球队成员克雷伯·查拉的女儿丽萨斯结婚。2009年8月，丽萨斯为他生了一对双胞胎。

## 俱乐部生涯

### 民族竞技
2004年，贝尼特斯在厄瓜多尔球队民族竞技开始职业足球生涯。在民族竞技的三年半时间里，他在联赛出场83次，射进29球，获得2005赛季秋季和2006赛季厄瓜多尔足球甲级联赛冠军。由于他的表现，也一度引起巴伦西亚等西班牙球会的注意，不过民族竞技对这些转会流言都予以否认。

### 桑托斯拉古纳
2007年7月，贝尼特斯转会加盟墨西哥足球甲级联赛球队桑托斯拉古纳。贝尼特斯和维森特·马蒂亚斯·武索的加盟增加球队的实力。2007年底，贝尼特斯获得厄瓜多尔海外最佳足球运动员的称号。虽然葡萄牙足球超级联赛豪门本菲卡对他表示强烈兴趣，但他还是决定留在墨西哥，并帮助球队获得2008赛季秋季联赛冠军，个人也获得联赛最佳球员的称号。

### 伯明翰城

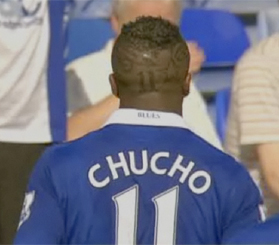
贝尼特斯代表伯明翰城对阵斯托克城。

2009年6月3日，英格兰足球超级联赛球队伯明翰城宣布贝尼特斯以创俱乐部纪录的身价加盟并和球队签约3年，媒体预测转会价格在600万英镑至900万英镑之间。不过这次转会成功与否受到球员是否能获得劳工证和是否通过体检的限制。结果在体检中意外发现贝尼特斯有膝盖问题，导致两家俱乐部在保护伯明翰城利益的前提下重新进行转会谈判，最终达成转会协议为伯明翰先支付200万美元（120万英镑）作为初始费用，一年后可以以球员健康理由提前终止交易或根据球员的出场和表现以创俱乐部纪录的1250万美元（770万英镑）的身价买断球员。7月7日，贝尼特斯终于和伯明翰城签约，伯明翰城指出球员的加盟实际上是租借。在没有得到俱乐部允许的情况下，还在肩伤手术恢复期、等待英国签证的贝尼特斯擅自参加厄瓜多尔明星足球赛。
2009年8月16日，贝尼特斯在伯明翰城客场0比1不敌曼联的比赛下半场替补出场，上演英超联赛首秀。他在比赛中险些追平比分，但被曼联门将“精彩的单手侧扑”化解。9月19日，贝尼特斯在伯明翰城对阵赫尔城的比赛中首次首发登场，他表现出色，帮助球队1比0击败对手，媒体形容他“本来可以上演帽子戏法，但却被对手门将博阿兹·米希尔的神奇表现所化解”。11月9日，贝尼特斯射进他加盟伯明翰城的首个进球，帮助球队2比2逼平利物浦。贝尼特斯在2009/10赛季仅取得4个正式比赛进球，伯明翰城在赛季结束后试图重新谈判商定转会金额，但没有成功。伯明翰城决定不使用继续购买球员的条款，贝尼特斯回到桑托斯拉古纳。

### 回归桑托斯拉古纳
2010年7月21日，贝尼特斯回到桑托斯拉古纳并和球队签约3年合同。在回归的球队的第一个赛季（2010/11赛季春季联赛），他射进16球，成为联赛最佳射手，并率领球队进入春季联赛总决赛，但最终不敌蒙特雷屈居亚军。

### 美洲

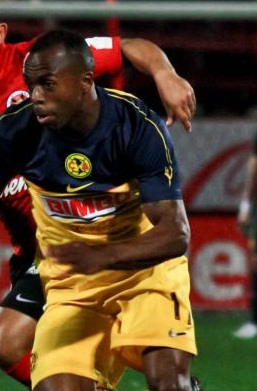
贝尼特斯代表美洲迎战蒂华纳。

2011年5月22日，贝尼特斯转会加盟另一支墨西哥球队美洲，据报道他的转会费高达1000万美元，创下墨西哥联赛转会的新纪录。7月24日，他在美洲2比1击败克雷塔罗的比赛中射进加盟球队的首个进球。2011/12赛季秋季联赛，他射进14球，和伊万·阿隆索并列射手榜首位。2012/13赛季春季联赛，贝尼特斯以11个进球和埃斯特班·帕雷德斯分享联赛最佳射手的称号。2012/13赛季秋季联赛，他射进17球，连续第三个赛季位列联赛射手榜首位。2013年5月26日，他在秋季联赛总决赛点球决战中射进第二个点球，帮助球队4比2击败蓝十字获得冠军。

### 阿尔贾什
2013年7月6日，贝尼特斯以1170万欧元的身价加盟卡塔尔星级足球联赛球队阿尔贾什。7月28日，他在谢赫贾西姆杯阿尔贾什对阵卡塔尔体育的比赛中首次代表球队在正式比赛出场，当时并未发现任何健康问题。这也是他代表阿尔贾什参加的唯一一场比赛，一天后他死于心脏停搏。

## 国家队生涯

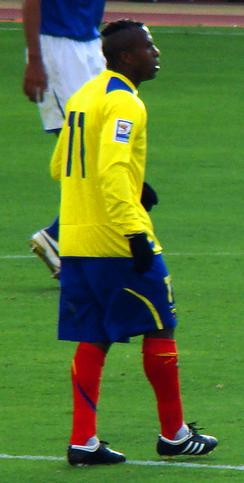
贝尼特斯代表厄瓜多尔国家足球队出场。

2005年，贝尼特斯首次入选厄瓜多尔国家足球队。他是厄瓜多尔参加2006年世界杯足球赛的成员，仅在小组赛厄瓜多尔0比3不敌德国的比赛中替补费利克斯·博尔哈出场。2006年9月6日，他在厄瓜多尔1比1战平秘鲁的国际友谊赛中射进在国家队的首个进球。贝尼特斯在2007年美洲盃厄瓜多尔参加的三场小组赛全部首发登场，并在和智利的比赛射进一球，但厄瓜多尔三战皆负被淘汰出局。他还参加了2011年美洲盃，但没有进球。在2010年世界盃外圍賽，他也有4球进账，帮助厄瓜多尔分别击败了委内瑞拉、秘鲁、哥伦比亚和巴拉圭，这四场胜利也使得厄瓜多尔以6胜3平3负的成绩暂列南美洲区第三名。

## 逝世
2013年7月29日，贝尼特斯因强烈腹痛而进入卡塔尔多哈当地的一家医院。根据《马图蒂诺快报》的采访，他并未立即接受治疗并在几个小时后出现呼吸衰竭。最终他死于心脏停搏的并发症，得年27岁。